# Abies fraseri
Abies fraseri (ялиця Фрейзера, англ. Fraser fir) — вид ялиць родини соснових. Вид названий на честь Джона Фрейзера (англ. John Fraser, 1750—1811), шотландського ботаніка, який збирав зразки рослин в усьому світі.

## Поширення, екологія
Країни поширення: США (Північна Кароліна, Теннессі, Вірджинія). Росте на найвищих схилах і вершинах гір Аппалачі, між 1200 м і 2038 м над рівнем моря, як правило, найкраще розвиваються на північних схилах. Ґрунти, як правило, опідзолені і помірної кислоти. Клімат вологий, з прохолодним літом і холодною зимою з сильними снігопадами, річна кількість опадів коливається від 850 мм і 2000 мм. Росте розкидано населення, іноді в чисто популяціях на найвищих відмітках, але частіше в суміші з Picea rubens і Betula papyrifera вище 1500 м, на більш низьких висотах також з Tsuga caroliniana, Betula alleghaniensis, Sorbus americana, Acer saccharum і Fraxinus caroliniana. Ericaceae і різні трави поширені в підліску, часто є товстий моховий килим (Hylocomium splendens).

## Опис
Дерево до 25 м заввишки і 75 см діаметра на рівні грудей, з відкритою, симетричною, від пірамідальної до шпилеподібної крони. Кора сіра, тонка, гладка, пізніше сивіє. Гілки розходяться від стовбура під прямим кутом. Бруньки оголені, світло-коричневі, конічні, маленькі, смолисті, вершина гостра. Листки розміром 1,2–2,5 см × 1,5–2 мм, гнучкі; поперечний перетин плоский; верхня поверхня темно-блискуче-зелена, іноді злегка сиза, вершина від злегка зубчастого до округлого. 
Пилкові шишки при запиленні червоно-жовті або жовто-зелені. Насіннєві шишки циліндричні, розміром 3,5–6 × 2,5–4 см, до дозрівання темно-фіолетові з накладними жовтувато-зеленими приквітками, після дозрівання від темно-коричневого до чорного кольору. Насіння розміром 4–5 × 2–3 мм, тіло коричневе; крила такої ж довжини, фіолетові. Деревина блідо-коричнева з білою заболонню. 2n = 24.

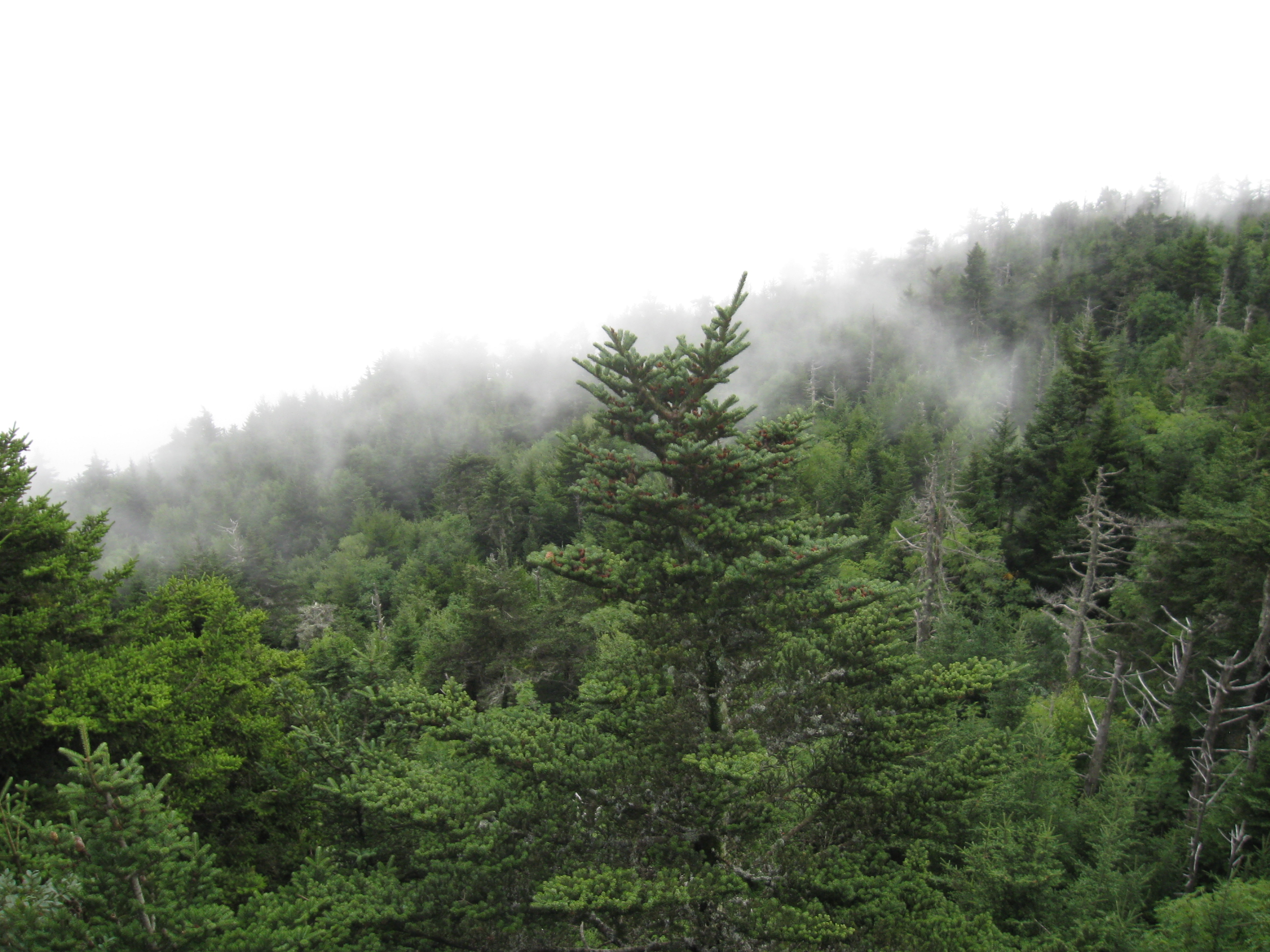
Дерева
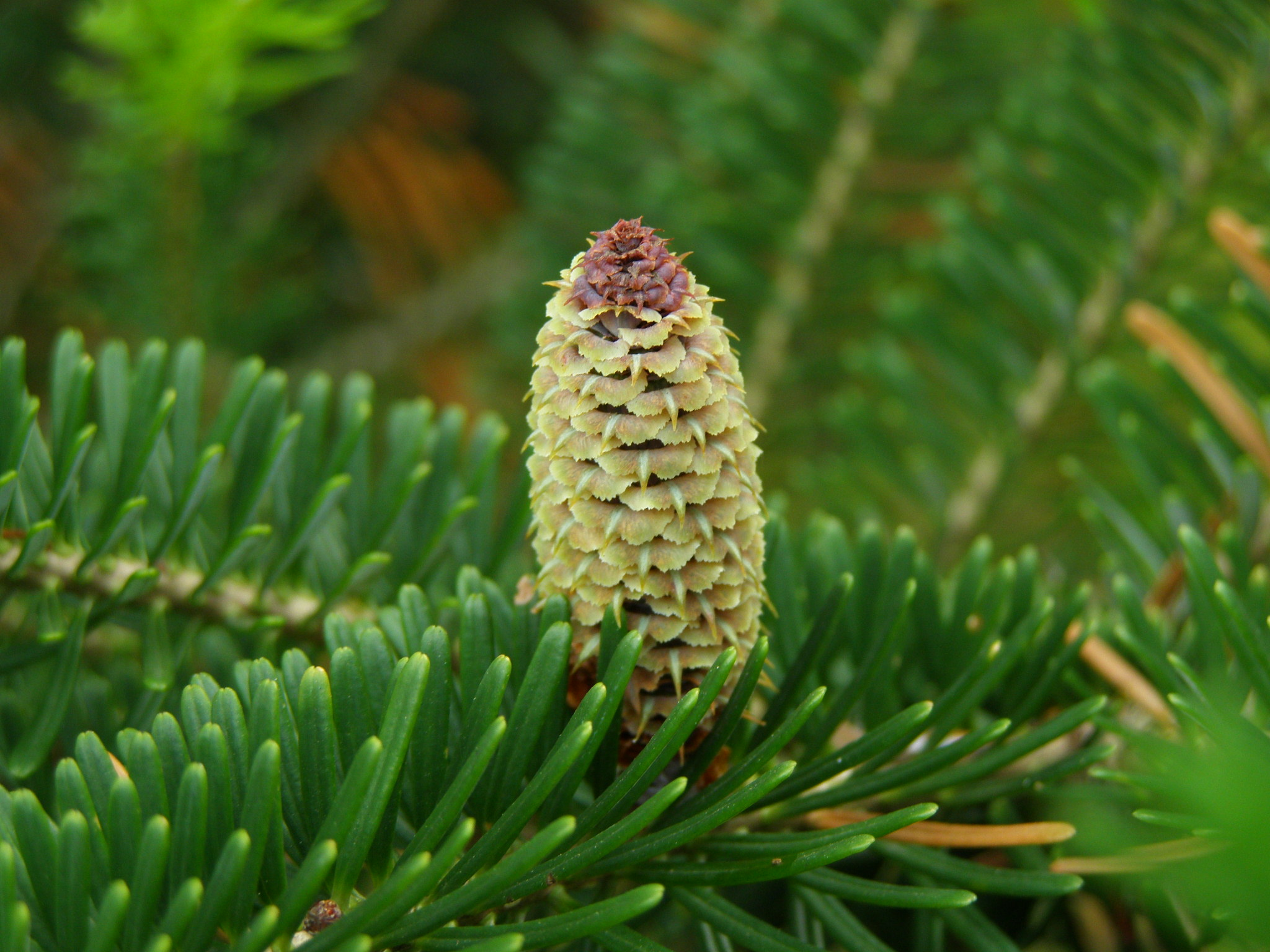
Шишка
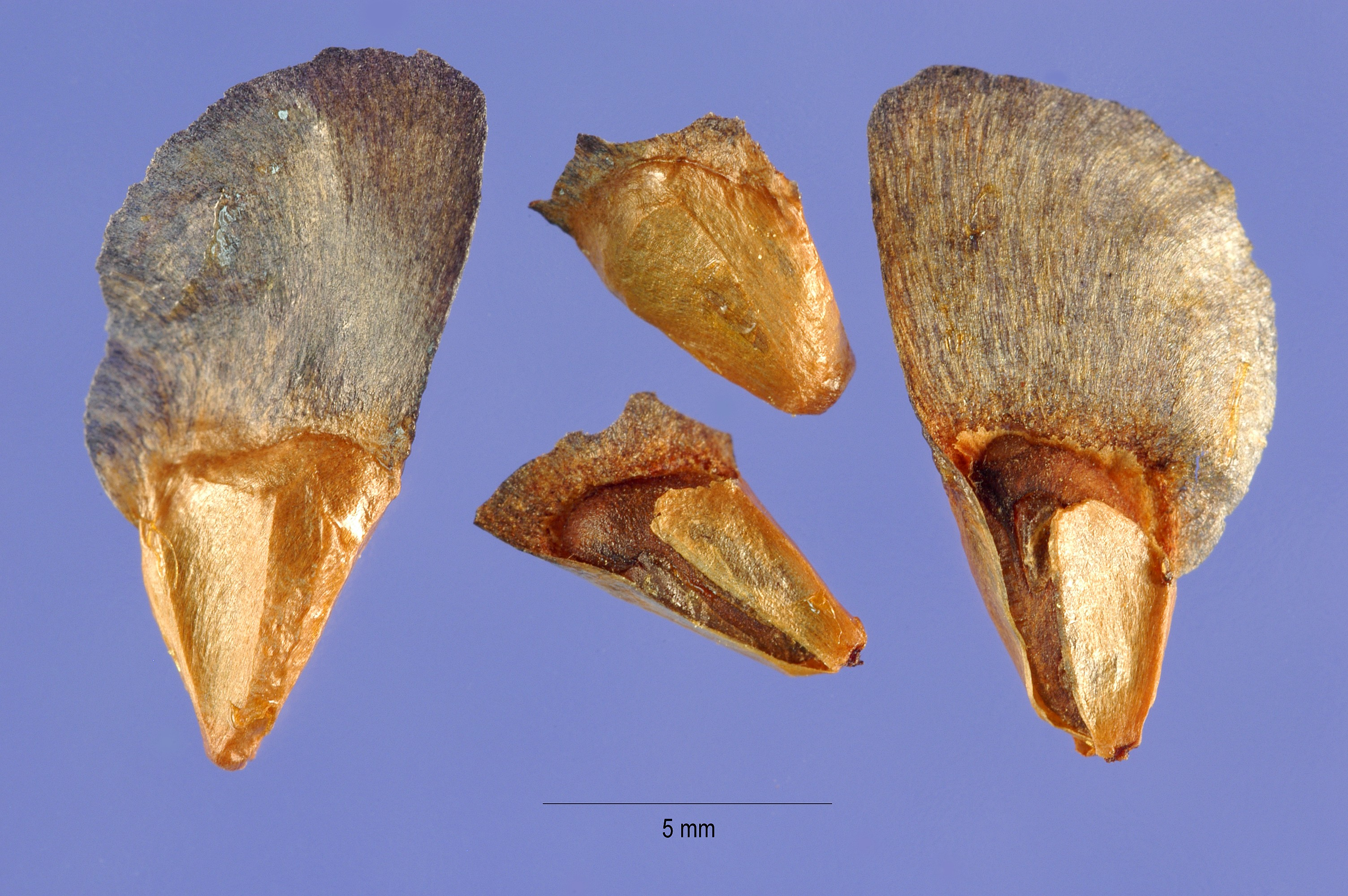
Насіння

## Використання
Решта населення ялиці має дуже обмежену комерційну цінність, як деревина. Використовується цей вид для новорічних ялинок. Він має природну «різдвяну» форму і зберігає свої ароматні, темно-зелені листки добре у приміщенні. Він також широко використовується як декоративне дерево для садів.

## Загрози та охорона
На сьогодні найбільшим руйнівником є комаха, Adelges piceae виявлена у 1957 році на цій ялиці. Цей чужий шкідник швидко поширився на всі субпопуляції, викликаючи масивне відмирання. Мільйони дерев померли від 1980-х років, і тільки одна істотна популяція (гори Роджерс, Вірджинія) залишається практично незмінною.